# أطول يوم في اليابان
أطول يوم في اليابان (باليابانية : 日本のいちばん長い日) 1967 فيلم حربي ملحمي من إخراج المخرج الياباني كيهاشي أوكاموتو المعروف بكثرة أفلامه الحربية وبطولة الممثل توشيرو ميفوني . يصف جوزيف ل. أندرسون الفيلم بأنه «إعادة بناء دقيقة لليوم الذي استسلمت فيه اليابان وبالتالي أنتهت حرب المحيط الهادئ» .

## الإنتاج
وفقًا لأوكاموتو ، كان من المفترض في الأصل أن يخرج المخرج العظيم ماساكي كوباياشي أطول يوم في اليابان لكنه لم يرغب في ذلك ، لذا اقترح المنتج المشارك سانيزومي فوجيموتو أن يقوم أوكاموتو بإدارته .  يعتقد أوكاموتو أن هذا الفيلم وفيلمه التالي الرصاصة البشرية تعبيرات عن مشاعره المناهضة للحرب.  يصور أطول يوم في اليابان الأشخاص الفعليين الذين تمكنوا من البقاء فوق القتال ، لكنهم قاتلوا مع بعضهم البعض ، في حين أن الرصاصة البشرية عبارة عن هجاء لأولئك الذين اضطروا للقتال في الحرب.

## وصلات خارجية
- أطول يوم في اليابان على موقع IMDb (الإنجليزية)
- أطول يوم في اليابان على موقع روتن توميتوز (الإنجليزية)
- أطول يوم في اليابان على موقع Turner Classic Movies (الإنجليزية)
- أطول يوم في اليابان على موقع أول موفي (الإنجليزية)
- أطول يوم في اليابان على موقع فيلمافينيتي (الإسبانية)
- أطول يوم في اليابان على موقع قاعدة بيانات الفيلم (الإنجليزية)
- أطول يوم في اليابان على موقع ليتربوكسد (الإنجليزية)
- أطول يوم في اليابان على موقع كينوبويسك (الروسية)